# Fischbach-Oberraden
Fischbach-Oberraden là một đô thị ở huyện Bitburg-Prüm, trong bang Rheinland-Pfalz, phía tây nước Đức. Đô thị Fischbach-Oberraden có diện tích 6,67 km², dân số thời điểm ngày 30 tháng 6 năm 2006 là 58 người.